# Rudnik nad Sanem
Rudnik nad Sanem este un oraș în Polonia.